# Merganetta armata leucogenis
El pato de los torrentes, pato cortacorrientes o pato torrentero (Merganetta armata leucogenis) es una de las subespecies en que se divide la especie de anseriforme anátido M. armata, única integrante del género monotípico Merganetta. Habita en ríos correntosos en zonas montañosas del centro-oeste de Sudamérica.  

## Taxonomía

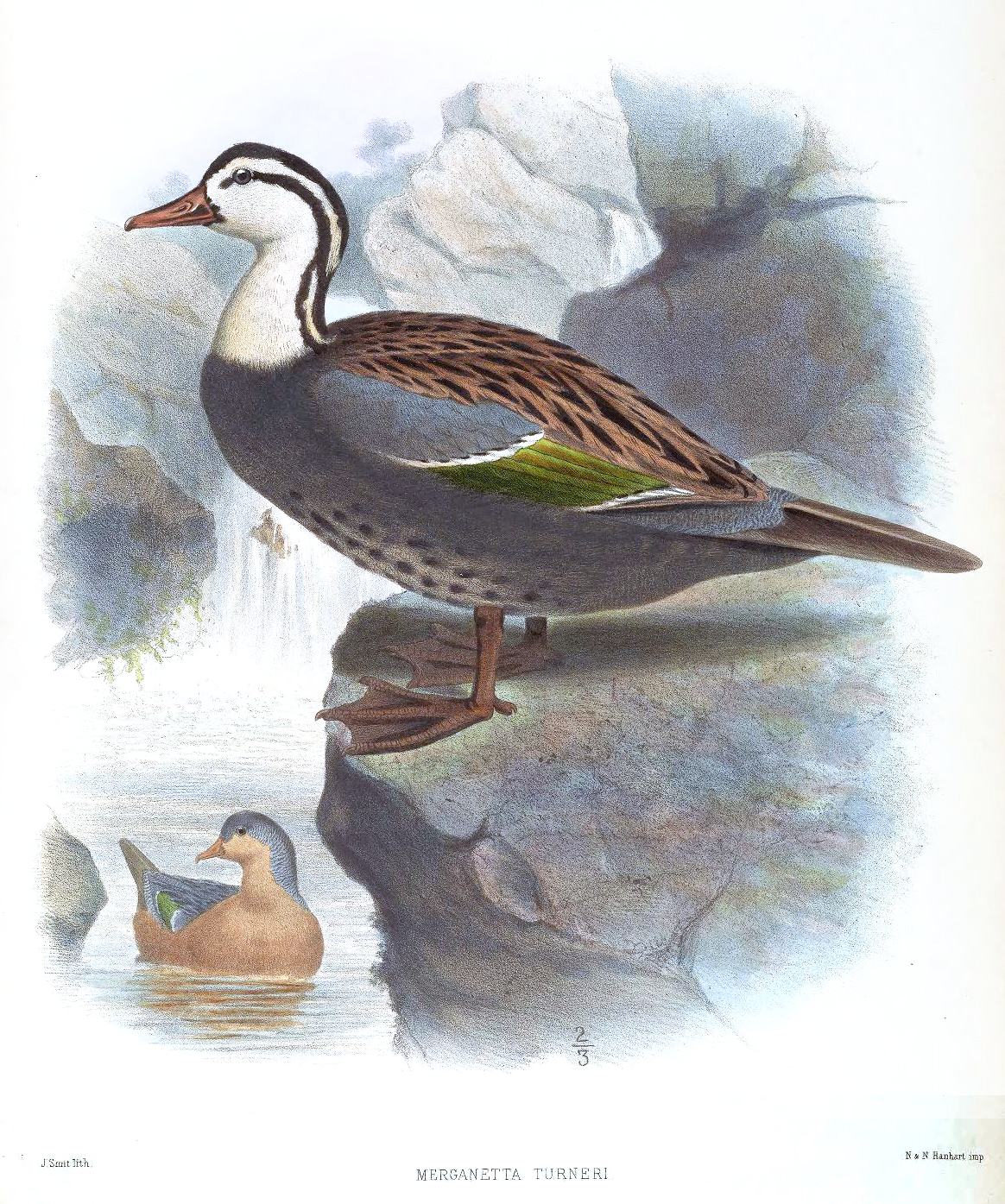
Dibujo de una pareja de Merganetta armata leucogenis (en la descripción de Merganetta turneri).

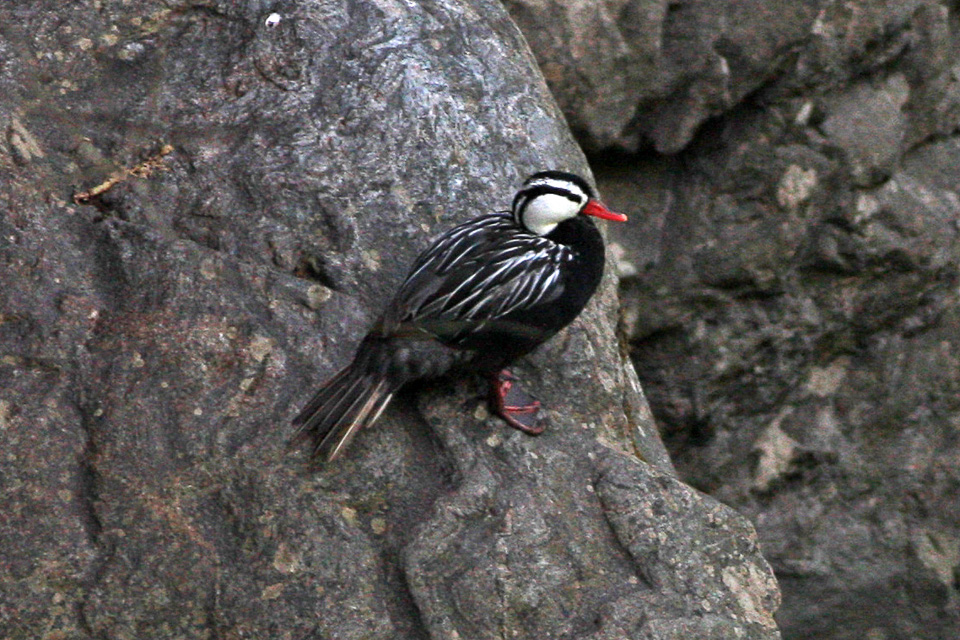
Un ejemplar macho de Merganetta armata leucogenis en la quebrada del río Sosa, provincia de Tucumán, Argentina (en proximidades de la localidad tipo Merganetta berlepschi).

Descripción original
Esta subespecie fue descrita originalmente en el año 1843 por el zoólogo, naturalista, lingüista y explorador suizo Johann Jakob von Tschudi, con el nombre científico de Anas leucogenis.
Localidad tipo
La localidad tipo referida es: “Mana Rimacunan, fuentes del Aynamayo, Junín, Perú”.
Etimología
Etimológicamente el término genérico Merganetta se construye con la palabra en latín mergus que significa ‘zambullidor’ y la palabra del idioma griego netta que significa ‘pata’, en relación con los hábitos de este anátido. El epíteto específico armata viene de dicha palabra en latín, la cual se traduce como ‘armado’, en referencia a que este animal posee afilados espolones carpales. El epíteto subespecífico leucogenis se construye con dos palabras en griego: leucos que significa ‘blanco’ y genys que se traduce como ‘mejilla’.
Historia taxonómica
En el año 1869, Philip Sclater y Osbert Salvin describen a Merganetta turneri con un macho adulto colectado cerca de Tinta, Perú, con pecho y costados muy oscuros. En el año 1894, el conde Hans von Berlepsch describe a Merganetta garleppi con un macho adulto colectado en “Cocotal” (posiblemente Locotal), Bolivia, el cual tenía el pecho y costados de color blancuzco-grisáceo, estriados longitudinalmente de negruzco. En el año 1909, el doctor Ernst Hartert describe a Merganetta berlepschi, con un ejemplar macho (y una hembra) adquiridas por la colección Tring del Museo Americano de Historia Natural de Nueva York al señor Santiago Venturi, los que habían sido colectados por Luis Dinelli en la provincia argentina de Tucumán (a 1800 m s. n. m.). Este macho poseía el pecho y costados negros. En el año 1966, P. A. Johnsgard reúne a todos los taxones del género Merganetta bajo una única especie, Merganetta armata, con solo 3 subespecies, al sinonimizar M. turneri, M. garleppi y M. berlepschi como morfos de color de la polimórfica Merganetta armata leucogenis, pudiéndose encontrar en los mismos ríos fenotipos de más de una de las supuestas subespecies, hecho que en el año 1927 Roberto Dabbene interpretó erróneamente como resultado de las distintas fases de coloración del plumaje por las que atravesaría el macho durante la ontogenia.

## Distribución y hábitat
Esta polimórfica subespecie se distribuye desde el extremo sur de Ecuador, toda la región andina del Perú y de Bolivia, el altiplano del extremo norte de Chile (en la Región de Arica y Parinacota) y el noroeste de la Argentina, en donde vive, de norte a sur, en las provincias de: Salta, Jujuy, Tucumán, Catamarca y La Rioja.
Habita desde los 600 hasta los 4600 m s. n. m. en ríos de aguas frescas y cristalinas, que corren correntosos entre grandes rocas, con rápidos y cascadas, en zonas montañosas de la cordillera de los Andes.

## Características
La coloración del plumaje de Merganetta armata leucogenis diverge notablemente entre las distintas poblaciones que componen el taxón e, incluso, entre los individuos de una misma zona. El macho posee el cuello y la cabeza blancos con líneas del postocular y corona negras; el dorso es castaño, marrón-grisáceo o negruzco, pudiendo tener algunos ejemplares las partes externas de las plumas blancas; ventralmente es muy variable, pudiendo tener distintas proporciones de blanco o gris y estrías longitudinales marrón-negruzcas hasta llegar a ser todo negro puro o estriado de gris en el vientre. La hembra adulta, es dorsalmente de color grisáceo y ventralmente de color canela-rojizo, con mejillas y partes del cuello de color ocre. Ambos sexos tienen un espéculo verde iridiscente (contenido adelante y atrás por bandas blancas), un angosto pico rojo brillante, las patas naranjas (en algunos casos con marcas oscuras) y el iris marrón.
El macho adulto se diferencia de los de Merganetta armata armata por ser de menor tamaño y por no tener una banda negra vertical desde el ojo (a veces desde la corona) hasta la barbilla, la que continúa descendiendo por la parte anterior del cuello (donde a veces está parcialmente ausente) hasta unirse al negro del pecho. Ventralmente el color es más oscuro que M. a. colombiana, con las estrías más oscuras y anchas en las poblaciones claras o directamente todo el pecho negro en las oscuras, siendo además de mayor tamaño. La hembra adulta, al igual que la de M. a. armata, se diferencia de M. a. colombiana por tener un plumaje ventral ferruginoso profundo; además, la parte posterior de las mejillas y los lados del cuello son grises y están recubiertas de blanco. El inmaduro, al igual que el de M. a. armata, se diferencia de M. a. colombiana por tener la parte posterior de las mejillas y los lados del cuello marcados con gris.

## Costumbres
Este pato se destaca por su adaptación especialísima que le permiten vivir en ambientes muy hostiles para otros anátidos, pudiendo con destreza bucear y nadar contra la veloz corriente de los ríos de montaña en los que habita. Cuenta con una cola rígida y larga que usa como timón, un liviano e hidrodinámico cuerpo y un flexible y delgado pico, con el cual busca su alimento entre las piedras y grietas. Prefiere escapar del peligro sumergiéndose en las aguas, de lo contrario vuela a poca altura por algunos cientos de metros. Para alimentarse realiza inmersiones rápidas, empleando una técnica de forrajeo de filtración, con la cual captura invertebrados acuáticos bentónicos, como insectos, moluscos, crustáceos y alevines de peces, así como materia vegetal. No forma bandadas, ya que vive en parejas monógamas, que se mantienen a lo largo de la vida, las que defienden un trecho del curso del río, territorio que varía en su longitud según el curso fluvial del que se trate (siendo menor frente a una mayor disponibilidad de recursos tróficos). El territorio apto debe tener grandes piedras-islas para descansar a salvo de peligros terrestres y un buen lugar para nidificar. Construye el nido en cuevas en paredes verticales que caen sobre el agua, bajo aleros reparados con igual exposición o detrás de cascadas. Allí la hembra pone de 3 a 4 huevos y es la única que los incuba, ya que el macho solo vigila el área. Presenta un largo periodo de incubación, de entre 43 y 44 días. Los pichones son alimentados y cuidados por ambos progenitores durante 4 o 5 meses.

## Conservación
Merganetta armata leucogenis está considerado como un taxón amenazado en la Argentina, mientras que en el Perú se lo clasificó como vulnerable.
Las estimaciones poblacionales de ejemplares por país son: Ecuador menos de 100, Perú 5000, Bolivia entre 2000 y 4000, Chile menos de 100 y Argentina entre 2000 y 4000.